# More Culture
More Culture è un album discografico del gruppo musicale giamaicano di reggae Culture, pubblicato dall'etichetta discografica Joe Gibbs Music Records nel 1981.
Nel 2009 la Rocky One Records pubblicò il CD dal titolo More Innocent Blood che conteneva i brani dell'album in versione dub con altri pezzi aggiunti (14 tracce).

## Tracce
Lato A
1. Innocent Blood (Joseph Hill)
2. Iniquity Worker (Tradizionale; arrangiamento di Joe Gibson)
3. Iron Sharpenth Iron (Joseph Hill)
4. Weaping and Wailing (Joe Gibson, Joseph Hill, Errol Thompson)

Lato B
1. Callie Weed Song (Errol Thompson)
2. More Vacancy (Joseph Hill)
3. Play Skillfully (Joseph Hill)
4. White Belly Rats (Errol Thompson)

Durata totale: 0:00
Edizione CD del 2009 dal titolo More Innocent Blood, pubblicato dalla Rocky One Records
1. Innocent Blood/Rock It Up – 6:04
2. Innocent Dub – 3:39
3. Iniquity Worker – 2:39
4. Iron Sharpeneth Iron – 2:44
5. Weeping and Wailing – 3:18
6. Weeping and Dubbing – 4:27
7. Collie Weed – 4:04
8. More Vacancy – 3:37
9. Play Skillfully – 3:24
10. White Belly Rats – 3:43
11. Show Me My Enemy – 3:31
12. Send Some Rain/One Fe De Money – 7:02
13. Burning & Illusion/Same Knife – 5:33
14. Burning & Illusion Dub – 2:58

## Musicisti
- Joseph Hill - voce solista, cori
- Lloyd Dayes (Kenneth) - voce, cori
- Albert Walker - voce, cori
- Willie Lindo - chitarra
- Bo-Pe (Winston Bowen) - chitarra
- Franklyn Waul - pianoforte
- Winston Wright - organo
- David Madden - tromba
- Chico (Junior Chin) - tromba
- Nambo (Ronald Robinson) - trombone
- Dean Frazer - sassofono
- L. Parks (Lloyd Parks) - basso
- Michael Boo Richards - batteria
- Sly Dunbar - batteria
- Ruddy Thomas - percussioni
- Bunny Diamonds - percussioni
- Bubbler (Franklyn Waul) - percussioni

Note aggiuntive
- Errol Thompson e Joe Gibbs - produttori (per la Joe Gibbs Productions)
- Joe Gibbs - produttore esecutivo
- Registrato al Joe Gibbs Recording Studio di Kingston, Jamaica
- Errol Thompson - ingegnere delle registrazioni
- Joe Gibbs e Errol Thompson - arrangiamenti
- Steve Radzi - design album[1]